# Grande Coro Infantil (URSS)
Grande Coro Infantil da Rádio Nacional e Televisão Central (Russo: Большой детский хор Всесоюзного радио и Центрального телевидения) foi um coro muito popular na antiga URSS.